# Zaokrožen zaprt prednji samoglasnik
Zaokrožen zaprt prednji samoglasnik (po angleško close front rounded vowel [kləʊs frʌnt ˈraʊndɪd vaʊəl]), je vrsta samoglasniškega glasu, ki se pojavlja v nekaterih govorečih jezikih, v mednarodni fonetični abecedi je predstavljen s simbolom y. Glas se v slovenščini pojavlja le v lastnih imenih, najbolj znan primer je priimek Türk. Glas je značilen za skandinavske jezike in nemščino, primer bi bila nemška beseda beseda über. Glas je ima številko 309, torej je eden izmed bolj pogostih samoglasnikov. Glas je zelo podoben soglasniku, imenovanim labialized palatal approximant, [ɥ]. Obstaja veliko različic izgovorjave, najbolj znane so y͍, yː in y̫. Čeprav smo evropejci precej navajeni za zapis glasu s črko ü glasu ne smemo zamenjati z glasom ü, ki predstavlja glas close central rounded vowel (zaokrožen zaprt srednji samoglasnik).

## Pojavljanje
| Jezik            | Jezik              | Beseda            | IPA        | Pomen             |
| ---------------- | ------------------ | ----------------- | ---------- | ----------------- |
| Albanščina       | Albanščina         | ylber             | [ylbɛɾ]    | 'mavrica'         |
| Afrikanščina     | Afrikanščina       | u                 | [y]        | 'vi' (vikanje)    |
| Angleščina       | Južnoafriška       | few               | [fjyː]     | 'nekaj'           |
| Angleščina       | Londonska          | few               | [fjyː]     | 'nekaj'           |
| Azerbajdžanščina | Azerbajdžanščina   | güllə             | [ɟylˈlæ]   | 'metek'           |
| Bretonščina      | Bretonščina        | brud              | [bʁyːt̪]    | 'hrup'            |
| Danščina         | Danščina           | synlig            | [ˈsyːnli]  | 'viden'           |
| Estonščina       | Estonščina         | üks               | [yks]      | 'ena'             |
| Ferščina         | Ferščina           | mytisk            | [ˈmyːtɪsk] | 'mitološki'       |
| Finščina         | Finščina           | yksi              | [ˈyksi]    | 'ena'             |
| Francoščina      | Francoščina        | tu                | [t̪y]       | 'ti'              |
| Greek            | Tyrnavos           | σάλιο / salio     | [ˈsäly]    | 'slina'           |
| Greek            | Vevendos           | σάλιο / salio     | [ˈsäly]    | 'slina'           |
| Iaai             | Iaai               | ûû                | [yː]       | 'prepir'          |
| Katalonščina     | Severna            | fulla             | [fyʎ̟ə]     | 'list'            |
| Kitajščina       | Mandarinščina      | 女 / nǚ           | [ny˩˧]     | 'ženska'          |
| Kitajščina       | Kantonščina        | 書 / syū          | [sy˥]      | 'knjiga'          |
| Kitajščina       | Šanghajščina       | 驢                | [ly˧]      | 'osel'            |
| Korejščina       | Korejščina         | 휘파람 / hwiparam | [çypʰɐɾɐm] | 'piščalka'        |
| Kurdijščina      | Kurmanji (Severna) | kü                | [kʰyːɥ]    | 'gora'            |
| Limburgijščina   | Limburgijščina     | zuut              | [zyːt]     | 'vidi'            |
| Lombardščina     | Večina narečij     | ridüü riduu       | [ri'dy:]   | 'se je smejal'    |
| Luksemburščina   | Luksemburščina     | Hüll              | [hyl]      | 'ovojnica'        |
| Madžarščina      | Madžarščina        | tű                | [t̪yː]      | 'žebljiček'       |
| Mongolščina      | Mongolščina        | түймэр / tüimer   | [tʰyːmɘɾɘ̆] | 'prerijski požar' |
| Nemščina         | Standardna         | über              | [ˈyːbɐ]    | 'čez'             |
| Nemščina         | Veliko govorcev    | schützen          | [ˈʃyt͡sn̩]   | 'zaščititi'       |
| Nizozemščina     | Nizozemščina       | nu                | [ny]       | 'zdaj'            |
| Norveščina       | Norveščina         | syd               | [syːd]     | 'jug'             |
| Occitan          | Occitan            | Besalú            | [besalyː]  | 'Mesto Besalú'    |
| Plautdietsch     | Plautdietsch       | buut              | [byːt]     | 'gradi'           |
| Portugalščina    | Azorska            | figura            | [fiˈɣyɾə]  | 'figura'          |
| Portugalščina    | Brazilska          | déjà vu           | [d̪e̞ʒɐ ˈvy] | 'déjà vu'         |
| Švedščina        | Osrednja           | ut                | [yːt̪]      | 'ven'             |
| Turščina         | Turščina           | güneş             | [ɟyˈn̪e̞ʃ]   | 'sonce'           |